# Kapitulacija Nacistične Nemčije
Predajo Nacistične Nemčije je potrdil nemški akt o predaji, ki je nato končal drugo svetovno vojno v Evropi. Odločitev o predaji je bila objavljena 8. maja 1945. Dokončno odločitev so 8. maj 1945 zvečer v Karlshorstu v Berlinu podpisali predstavniki treh oboroženih služb, Oberkommando der Wehrmacht (OKW) in zavezniških ekspedicijskih sil, skupaj z vrhovnim poveljstvom sovjetske Rdeče armade, pri čemer so se kot priče prijavili tudi nadaljnji predstavniki Francije, Združenega Kraljestva in ZDA. Predaja je bila podpisana 8. maja 1945 ob 23:01 uri po lokalnem času.   
Prehodni podpis predaje je bil podpisan na slovesnosti v Reimsu v zgodnjih urah 7. maja 1945. V večini Evrope se 8. maj praznuje kot dan zmage v Evropi; 9. maj praznujejo kot dan zmage v Rusiji, Belorusiji, Srbiji in Izraelu. 
Listine o predaji so vsebovale tri jezikovne različice – rusko, angleško in nemško, pri čemer sta bila ruska in angleška različica v samem besedilu predaje razglašeni, da sta edini verodostojni.